# Arnaldo Carpanetti
Arnaldo Enzo Carpanetti (Ancona, 15 gennaio 1898 – Milano, 5 aprile 1969) è stato un pittore italiano.
Inizio i suoi studi a Manaos, in Brasile nell'Accademia Mario De Lima ed appena quattordicenne si impegnò a dipingere i saloni della "Casa degli Italiani". Il successo dell'opera gli valse una borsa di studio per l'Accademia di Brera di Milano, ove fu allievo prediletto dell'Alciati e da dove uscì nel 1923.
Seguì dall'inizio la strada delle grandi composizioni proprio nell'epoca in cui imperava il mito del frammento e coloro che affrontavano le grandi raffigurazioni per raccontare episodi ed esaltare le figure umane erano considerati spregevoli illustratori retorici.
Il pittore Carpanetti appartiene alla seconda ondata del Novecento Italiano e combatté con vivacità la battaglia del rinnovamento.
Assieme a Sironi fu a capo della movimento d'arte Avanguardia Artistica.
Partecipò alla I alla III e alla VI Quadriennale di Roma e alle Biennali di Venezia del 1928, 1930, 1934, 1936.
Nel 1923 alla mostra Antoniana di Milano presentò la grande tela "Cristo apparve in mezzo a loro" sua prima opera di composizione.
Nel 1926 conseguì la medaglia d'oro del Ministero P.I.con la affollata "Baccus Imperans", Premio Brera e nel 1928 ottenne il premio Principe Umberto, Biennale di Brera con il "Ratto delle Sabine".
Nel 1932 ebbe il primo premio alla Mostra antoniana di Padova con il "Miracolo della Mula ":
Tra le opere principali si ricordano: la realizzazione di due sale della Mostra della Rivoluzione Fascista del 1932 e un affresco in una sala del Ministero delle corporazioni, poi diventato Ministero delle Attività produttive.
Nel 1930 vinse il premio del PNF alla Biennale di Venezia con l'opera INCIPIT NOVUS ORDO

## Opere
- non indicata,Rassegnazione, Passione, Paura, Musei Civici di Lecco. Galleria Comunale d'Arte,[4];
- post 1930 - Ritratto di Secondo Galtrucco, Raccolte d'Arte dell'Ospedale Maggiore,[5];
- 1931 -  La morte di Francesco Ferrucci, opera presente alla I Quadriennale di Roma[6];
- 1935 - Le tre semine, opera presente alla mostra tenuta nel 1935 al palazzo delle esposizioni in base alla documentazione fotografica anche se l'artista e l'opera non risultano nel catalogo ufficiale[7];
- 1939 - Omaggio agli archi e alle colonne, opera presente alla III Quadriennale di Roma[8];
- 1940 ca. - Ritratto di Nicola Romeo, Quadreria della Ca' Granda Milano[9];